# Madonna col Bambino (Giovanni Bellini Castello Sforzesco)
La Madonna col Bambino, nota altrimenti come Madonna Trivulzio, è un dipinto tempera su tavola (78x50 cm) di Giovanni Bellini, databile al 1460-1465 circa e conservata nella Pinacoteca del Castello Sforzesco a Milano.

## Storia
L'opera, firmata sul cartiglio appeso lungo il parapetto (IO[HANN]ES B[ELLI]N[US] F.), viene datata al periodo giovanile dell'artista, quando vivo era il confronto con il cognato Andrea Mantegna dal quale trasse numerosi spunti stilistici. Alcuni storici hanno espresso dubbi sulla paternità della tavola, per i tratti arcaici del panneggio e delle aureole, però il restauro del 1999 ha confermato l'autenticità, fin dall'antico, della firma. Forse questo retaggio antico dell'opera è spiegabile con l'influsso del padre Jacopo, all'epoca ancora presente.
La tavola faceva parte delle collezioni del principe Luigi Alberico Trivulzio, che nel 1935 fu oggetto di una delle più importanti transazione d'arte in Italia. Contesa fra Torino e Milano, venne poi destinata alla città lombarda salvo alcuni pezzi, come un ritratto virile di Antonello da Messina, oggi alla Galleria Sabauda.

## Descrizione e stile
La Madonna, vestita di un inconsueto mantello rosa, tiene il Bambino appoggiato su una balaustra, oltre la quale penzola un lembo della veste proiettandosi "oltre il confine", verso lo spettatore. I loro sguardi non si incontrano, come di consueto in questo tipo di iconografia, ma la loro intimità familiare è sottolineata dai gesti che intrecciano tra loro. Gesù infatti tende ad afferrare con una mano un limone, sostenuto da Maria. Nella tradizione cristiana il limone, associato alla figura della Vergine Maria, è metafora di salvezza per l’uomo. Secondo la credenza popolare, infatti, il limone veniva somministrato come antidoto contro molti veleni. Per tanto, Maria consegna nella mani Cristo il limone in quanto sarà il suo sacrificio in seguito alla Passione a salvare l’umanità liberandola dal peccato. 
Con l'altra mano il Bambino cerca infantilmente di aggrapparsi al manto della madre. Lo sguardo distolto della Vergine, pensoso e malinconico, sottintende la prefigurazione del destino tragico del figlio.
Sono stati posti seri dubbi se la centinatura della tavola sia originale o effetto di modifiche successive, di fatto solo i bordi verticali paiono allo stato originario.
Alcuni dettagli, come la decorazione a caratteri pseudo-cufici delle aureole, rinviano al gusto del padre Jacopo ma potrebbe essere maggiormente rilevante il cognato Andrea, altri come la modanatura del bordo del parapetto ricordano Donatello, il cui altare padovano era sicuramente noto a Giovanni ma il riferimento potrebbe ancora essere Mantegna. Alcuni hanno riferito la profusione di perle alla improbabile conoscenza del coetaneo Crivelli, ormai ad Ascoli. Meno immediata pare la plasmatura dei volti del bimbo e della madre in base a quelli della Presentazione berlinese del cognato, nel caso della madre il volto pare quello in secondo piano di Nicolosia.